# 中國青年黨

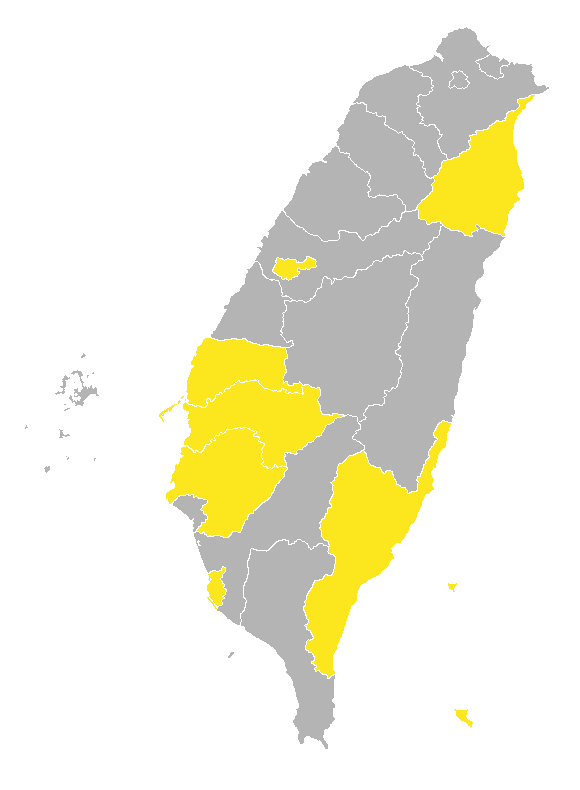
中國青年黨員在臺灣曾經執政、或當選省議員的縣市：
宜蘭縣、臺中市、雲林縣、嘉義縣、臺南縣、高雄市、臺東縣。

中國青年黨，簡稱青年黨，是中華民國的一個政黨，由曾琦、李璜、胡國偉等意識形態偏向國家主義的留學生，1923年在法國巴黎郊外「玫瑰泉小城之共和街餐廳」創立。
青年黨曾是中國現代史上僅次於中國國民黨和中國共產黨的第三大政黨，參與政府制憲工作，1949年隨中華民國政府遷往臺灣。
在戒嚴時期，青年黨於國民大會與立法院中有席次，當時郭雨新、李萬居等不認同國民黨的黨外人士透過加入青年黨等合法政黨進入政壇。在1987年黨禁解除之後，部份黨員分裂另組政黨，例如：游錫堃、陳菊等具有影響力的台籍人士轉入民主進步黨。1990年代初期，中華民國國會全面改選後，青年黨喪失國會席次，在臺灣政壇上失去影響力。自此，中國青年黨長期處於幾近停止運作的局面。
2018年後，中國青年黨開始再度活動、革新，主要是透過政黨官方網站宣傳，其持續堅持國家主義，亦不時對國內外的時政表達意見，如《農民退休儲金條例》議題、譴責香港警察在香港中文大學衝突中的暴力行為、以及響應力挺中華民國返回聯合國運動等。
中央黨部曾經設在臺北市中山區松江路283號3樓之2、新北市汐止區保長路，現已遷至台北市中正區杭州南路一段23號7樓之1。

## 意識形態
青年黨人主張國家如同人，人具有人格，那麼國家就具有如同人格般的國性。「國性」對外的表現是一種經由生活、組織、制度、文化等等共同形塑出來的國家靈魂與國民生活模式，而內涵則是這個國家共同的歷史回憶，合之則形塑出一個國家的靈魂，與國民的共有特性。而內在這一共有的「特性」，並非如同專制政體般，要求全國人民從精神到外在均整齊劃一，他們認為，反而是在這一共有的特性下，使人民能夠在其他方面自我成長，從而促使國家能夠因此強大。
同時，「國性」不僅是國家對外呈現的人格，更可謂國家主義核心「國家」之靈魂。體現國性者，乃是政治共同體「國家」的成員「國民」，而不是各個「民族」。世界上各國的國性誕生於各國的特殊環境與融合，而後在各國往來頻繁後顯現出來，隨著了解各國彼此之間的不同變得更加明顯，並在受到壓迫時茁壯成長，更可透過教育深化國性，使全國國民具有同一感，這就是國家主義的核心：「國性」。同時，國性不是一成不變的，而是會變動的，有著不同的發展階段，根據不同的階段，會有不同的表現，人們可以依照表現進行判斷。而國性在面對到壓迫時，將驅使國民超越一切利益，團結起來對抗外敵，這也就是國家主義者所說的：「國家主義乃是被壓迫的國性的政治上的訴求。」

## 精神象徵
中國青年黨黨旗意涵解釋如下：

黃色代表「炎黃子孫」、「中華文化」

藍色代表「公理正義」、「慎法守序」

白色代表「純真廉潔」、「勤儉僕實」

紅色代表「熱血真誠」、「奉獻為國」

中國青年黨黨歌如下，由王楚三作詞，陳金明作曲：

國家主義，救亡圖存

內除國賊，外禦強林

書生報國，五族共鳴

抗日剿匪，先聲奪人

吾黨菁英，取義成仁

旨在民主，旨在民生

群策群力，萬眾一心

前進前進，力行力行

承先啟後，完成使命

中國青年黨創黨之初，宗旨如下：
| “ | 本黨本國家主義之精神，採全民革命的手段，以外抗強權，力爭中華民國之獨立與自由；內除國賊，建設全民福利的國家為宗旨。 | ” |

1945年（民國34年）十二月在重慶召開第十次全國代表大會，修改宗旨內容如下：
| “ | 本黨本國家主義之精神，民主政治之原則，內求統一與自由，外保安全與獨立，以建設全民福利的現代國家，並促進平等合作的和平世界為宗旨。 | ” |

## 歷史沿革

### 從少年中國學會到巴黎創黨
中國青年黨的重要黨幹部多出自少年中國學會，黨魁曾琦當初即是與王光祈、李大釗等1918年共同發起少年中國學會的創辦人之一。後來青年黨的許多成員如李璜、左舜生、陳啟天、余家菊等人，後來均成為少年中國學會和中國青年黨的重要成員。少年中國學會後來分裂為以曾琦、李璜為首的「國家主義派」、李大釗為首的「共產主義派」和堅持社會改革、不碰政治的王光祈等人的三派，在1921年南京、1922年杭州至1925南京等年會上互相爭吵政治改革與社會改革路線、是否規定一種主義為學會宗旨等議題，三方始終無法妥協，最後終於瓦解。曾琦當初本來即有創立團體加入中國國民黨，以「新團體改造舊團體」，然而少年中國學會成員紛雜，曾琦無法掌控，因此放棄並同意王光祈的社會改革路線，然而此一路線最終也破滅，曾琦等人最終籌組青年黨，再度走向政治道路。
1920年代前期，曾琦、李璜、張夢九等人均赴法國留學。此時正值中國留法勤工儉學風潮，吳稚暉、蔡元培、李石曾等無政府主義者提倡半工半讀，一方面學習技能，一方面學習知識，少年中國學會的王光祈因親近無政府主義，同時也認為這種做法是從社會改革層面著手，能夠培養救國人才，故也加以鼓勵，因此有不少會員如趙世炎等人加入。然而多數中國學生在語言不通、又無工作技能狀況下，在法國生活艱苦。相對於青年黨的曾琦、李璜、胡國偉等人是在有工作、或者是富商子弟留法，生活無虞的狀況下，這些人很快受到共產國際的拉攏，而加入由周恩來、鄧小平等人主持的中國共產黨旅歐支部，更曾發生圍攻中國駐法使館、進佔中法里昂大學一事。
1923年，因山東發生孫美瑤臨城劫車案，引發國際震動，並出現由各國共管中國鐵路之議，其中以法國最為強烈，引發在法中國學生反彈，曾琦、周恩來等人並組織大會商議對策，然而隨後大會成為宣傳共產主義之場所，雙方遂大打出手。有鑑於共產黨勢力擴張迅速，並拉攏不少當時曾琦等人欣賞之青年，遂決議組黨，最後中國青年黨於1923年12月2日於法國巴黎郊外玫瑰城共和廳成立，主要發起人和參與者為留法的留學生如劉泗英、曾琦、李璜、李不韪、胡國偉、張子柱、何魯之、黃晃、梁志偉等人。1924年3月1日，在巴黎举行代表大会，发起人均获推选为中央委员，并推选曾琦任委员长，何鲁之、李璜、张子柱、李不韪、胡国伟、段震寰分掌内务、外务、宣传、组织、训练、总务各部。青年黨成立後，在歐洲各國的中國留學生組織中快速發展，還在機關報《先聲》週報上與中共旅歐支部機關報《赤光》論戰。然而青年黨在法國華工拓展上，因與工人的溝通面臨困難，則毫無斬獲。另外，青年黨人在成立前後，開始檢舉加入中共的學生和華工曾有攻佔里昂大學之事，逼迫共產黨離開以削弱其勢力。另外，青年黨人多數親近國民黨，並力勸孫中山不要與共產黨展開國共合作，因此當青年黨黨員鄔剛如盜取國共合作中的共產黨機密文件，曾琦判定共產黨必對國民黨有害，認為此機密文件乃共產黨意圖篡奪國民黨與孫中山的革命的證據，遂將之轉交與曾琦為四川同鄉的國民黨老黨員謝持的女婿曹四勿，請之轉交孫中山，但孫中山並不採納。也因此種種因素，青年黨與共產黨關係視同水火，甚至爆發流血衝突而與多數共產黨人結下仇恨。

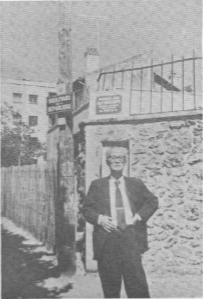
中國青年黨建黨地─玫瑰城共和街咖啡廳

### 返國至抗戰前
1924年，隨著國民黨聯俄容共政策確立，周恩来等旅法中國共产黨黨員之纷纷回国，曾琦等人“预料国内的共产活动必日益加强，认为非跟踪追击不可”，欲“抱勇士赴难以决心，准备回国与国际共产党奋斗到底”，曾琦、李璜等人返回中國，於上海發展組織，以「中國國家主義青年團」為名對外活動，創立《醒獅》週報作為機關報進行宣傳，因此又被稱為「醒獅派」。同時派遣黨人前往上海、北京、武漢等地的大專院校、政府機關擔任職務，創辦工人學校，以進行政治宣傳。並聯合薩孟武與何公敢等人創設的孤軍社、聞一多與梁實秋等人創設的大江會等許多國家主義團體。進行諸多努力以擴大其政治勢力。然而事實上，青年黨甫成立即遭受國、共兩黨鋪天蓋地的夾擊。
1926年，青年黨召開第一次黨員代表大會，選舉曾琦為中央執行委員會委員長，此時青年黨自我定位為一「革命政黨」，以「國家主義之精神、全民革命的方式外抗強權，力爭中華民國之獨立與自由，內除國賊，建設全民福利的國家」為宗旨。以國家主義為中心，並且反對共產主義。青年党积极致力于五省联军总司令孙传芳的金陵军官学校的办学。1928年夏，随着北伐军推翻孙传芳势力，青年党在金陵军官学校的势力撤并入张学良东北军的东北陆军讲武堂。
1927年國民黨在南京建立南京國民政府。1929年8月20日，青年黨在香港召開第四次黨員代表大會，自此公開以「中國青年黨」進行活動。同時，青年黨在華北、東北、四川等國民黨統治力量不達的邊疆地帶，透過與軍閥的合作和庇蔭，以圖生存，以彌補在華中、華南受到國民黨軍隊殘酷鎮壓的損失。在這段期間，李璜與張君勱合作，在上海發行《新路》半月刊對國民黨的一黨專政與恐怖統治展開抨擊，然隨即遭國民黨查禁。同時，青年黨也在上海建立知行學院作為黨校，力邀羅隆基、張君勱等當時的著名自由派人士與各領域專業人士授課講演，然也因國民黨壓迫（張君勱授課完畢後，下課於路上被綁架半月之久），以及經費不足問題，開辦幾期後隨即關閉。而青年黨在東北的黨務發展順利，主要是透過王師曾在東北軍內大力拉攏王捷俠和霍維周等軍中有力人士，然而隨後也因王、霍兩人與青年黨反目，使得青年黨北方黨務受到重創。
為了彌補損失，曾琦等人曾前往湖南等地進行發展，卻毫無斬獲。而黨內對於曾琦等人的不滿聲浪四起，因此在1932年第七次黨員代表大會選舉青壯派復先為中央執行委員會委員長，然而黨務隨即陷入停頓。因此在1935年遂改由左舜生接任。
1937年抗日戰爭全面爆發後，青年黨以抗日為名與中國國民黨開始合作。1938年青年黨參與重慶國民政府的國民參政會並取得合法地位。1938年青年黨再度選舉曾琦為委員長，1945年第十次黨員代表大會決議定位由革命政黨改為普通政黨，改委員長制為主席制，並由曾琦擔任黨主席。

### 抗日戰爭時期
1931年（民國20年）九一八事變至1937年（民國26年）七七事變引起中國全面抗戰階段，青年黨的黨務重心放在抗日工作，並在上海發行《申江日報》由左舜生主編，發行《民聲週報》由陳啟天主編，發行《抗日急進會會刋》由夏濤聲主編。以言論鼓吹全民抗日，並率先提出野戰抗日主張而躬行實踐之。青年黨旋即在天津之中央黨部成立抗日義勇軍組織，由青年黨領袖之一的李璜坐鎮主持。
中國青年黨抗日義勇軍曾由苗可秀、李醒凡、王慎盧等諸多同志率千餘名黨員，組成“抗日義勇軍第八梯隊”，號召十餘萬各地義勇軍，全面展開野戰抗日戰鬥，在東北及長城邊緣予日軍痛擊，頗獲戰果，尤以義勇軍領袖之一苗可秀，所率野戰部隊戰績最為輝煌，日軍稱之為「鬼見愁」，最後苗可秀終為國家犧牲成仁，青年黨的其它幹部同志亦犧牲甚眾。
1932年（民國21年）1月28日，一二八淞滬抗日之戰，吳淞守軍19路軍78師156旅旅長翁照垣及其參謀長丘國珍（兩人皆為青年黨人），與另股由戴天人（青年黨人）所組織之鐵血義勇軍合力奮勇抵抗，拚鬥三十餘天，重創來犯日軍，獲得輝煌勝利。
淞滬之戰大捷後，應青年黨之徵召北上，翁照垣率部前往東北繼續抗日，翁獲張學良任命東北軍六七軍一一七師師長，以華僑救國軍總指揮名義，策動華僑奧援，編練義勇軍參戰抗日。冀東盧龍之役，翁照垣及另一師長沈克（青年黨人）在長城古北口及灤東一帶與日寇激戰數月，是役青年黨主席曾琦由沈部團長王嵐僧（青年黨人）陪同親赴前線慰勞，甚獲翁部、沈部全軍振奮。
長城保衛戰各役，青年黨人死傷慘重，尤以翁部之營長胡鍾麟（青年黨人）死守喜峯口附近的喇嘛洞，全營死傷甚烈，而胡鍾麟營長最後只剩一具無頭殘屍，壯至悲烈。同年，王慎盧（青年黨人）率東北講武堂學員百餘人，組成第八梯隊，在熱河抗日殺敵，亦犧牲殆盡。山西李郁文及張蔭梧（皆為青年黨人）在晉東南抗日，不料遭共產黨的第八路軍全殲，蒙難而死。
侯俊及侯象麟兩位青年黨人參加台兒莊戰役，亦為國建功不少。
南京鈕劍鳴（青年黨人）據守光華門，並予日本重創。
在抗日戰爭中，青年黨的參戰者眾多不及備述，且自籌軍費，由青年黨人自行募款召兵買馬，並自身投入抗日戰爭，為國捐軀奉獻，其熱血填膺及英勇奮戰，雖著有戰功，但犠牲甚為慘烈，抗日功績及愛國情操不遜於國共兩黨的部隊。
抗日戰爭結束後，青年黨主張軍隊國家化，由青年黨中央命令所屬各部隊歸由中華民國國軍部隊重新整編，並呼籲共軍亦能釋出兵權，推行軍隊國家化，實行政治民主化及全民政治的理念。

### 戰後至遷台
第二次世界大戰結束後，中、美、英、蘇等國，發起成立聯合國，1945年（民國34年）國民政府派青年黨領袖之一的李璜等人籌組中華民國代表團赴美參加聯合國成立大會，簽署聯合國憲章。
1946年（民國35年）1月6日，國民政府成立政治協商會議（簡稱「政協」），設立秘書處，青年黨派蕭智僧參加。「政協」總數38人，青年黨5人，民社黨5人，國民黨8人，共產黨7人，民盟9人，社會賢達4人。後因國共雙方矛盾過大以致關係完全破裂，共產黨及民盟退出政協並抵制制憲國民大會，其後由國民黨單方面推進制定《中華民國憲法》，制憲重任落於國民黨、青年黨、民社黨及社會賢達王雲五等人身上。
1946年（民國35年）12月25日，青年黨主席曾琦率一百餘名該黨黨員，與國民黨、民社黨及社會賢達共同參加制憲國民大會，制定《中華民國憲法》。
1947年（民國36年）1月，憲法公佈。4月16日，國民黨總裁蔣介石與青年黨主席曾琦、民社黨主席張君勵及社會賢達王雲五、莫德惠等人簽訂《新政府之施政方針》，組織準備行憲的新政府。
1947年（民國36年）4月23日，行憲的中華民國政府成立，青年黨推派曾琦、陳啟天、余家菊、何魯之等人為政府委員。李璜、左舜生、常燕生、鄭振文等人為行政院政務委員。李璜並兼經濟部長（李擔心影響黨的分裂，堅持不就任），後經濟部長一職改由陳啟天出任（陳之政府委員遺缺改由常燕生接任），楊永浚則接替常燕生之政務委員，左舜生亦兼任農林部長。
在國民政府改組前，青年黨推荐王師曾、劉鵬九、夏濤聲、周蜀雲等13人為立法委員，李不韙、胡阜賢等5人為監察委員，宋益清、段慎修等5人為國民參政會參政員，劉泗英、朱文伯等十餘人為台灣、四川、江西等十餘省之省府委員，又推荐百餘名青年黨人為各省市參議員。此為青年黨之全面參政時期。
1947年（民國36年）11月，政府依照憲法辦理全國大選，青年黨全面參加中央及省市選舉，劉東巖（青年黨人）獲聘為中央選舉總事務所委員。依國代及立委選罷法規定，採政黨提名制度，在總數中央民代700人中，青年黨當選國大代表有曾琦等232人（來台僅一百餘人）、立法委員夏濤聲等16人（來台13人）、監察委員陳翰珍等11人（來台9人）。
青年黨從參加制憲到參加大選之歷程至此告一段落。在國民黨、青年黨、民社黨三黨合作下，共同奠定中華民國憲政基礎。
廖澤為青年黨中央委員，民國卅七年（1948年）第一屆立法委員選舉中曾在重慶市選區當選為第一屆立法委員。民國38年（1949年），奉楊森之命，任“反共保民軍”第二軍軍長，委任軍隊要職人員，成立政工處、稽查處．設津巴綦聯防指揮部，並組織游擊武裝。1949年後，潛伏成都、重慶等地。1951年被捕。1952年被处决。
1949年（民國38年）4月，政局丕變，共產黨即將佔據整個中國大陸，中華民國政府遷台，青年黨部份重要幹部未及撤離大陸，最後遭共黨整肅及處決。除上述之青年黨先輩外，諸如還有：青年黨先輩伍道遠在國軍撤退來台後，仍繼續領導青年黨孤軍與解放軍戰鬥，其間還救出國民黨的羅列將軍，伍道遠在自己被俘遇難前，囑託妻子協助負傷的羅列將軍來台，羅列將軍來台後，首先就到青年黨中央黨部致謝，並說明伍道遠救出他的義行及對抗解放軍的事蹟。後來羅列在台灣擔任了中華民國陸軍總司令，退役後寫了回憶文章，感念青年黨的伍道遠救了他，發表在《傳記文學》雜誌1963年第52期。青年黨在大陸全盛時期有數十萬黨員，因第二次國共內戰，最後來台者甚少。

### 台灣時期
1945年國民政府接收臺灣之後，青年黨即派員來台召募勢力，最有名者即是李萬居和郭雨新。1949年後，青年黨隨國府遷台，並且重新於臺灣建立和發展黨組織，包括宜蘭縣的郭雨新、游錫堃，雲林縣的李萬居、蘇東啟、蘇洪月嬌，臺南縣的郭秋煌，高雄市的李源棧，臺東縣的黃順興等黨外人士都曾以青年黨身份參與並且當選。郭雨新的助理陳菊也成為黨外著名的聯絡人士，臺大歷史系周婉窈教授的父親以及二哥周弘憲也曾是青年黨員。
1949年青年黨雖遷往台灣，但黨主席曾琦卻在1950年於美國過世。其後代主席李璜亦未至台灣，導致黨內長期分裂。在這段期間，也曾經與民社黨、台籍菁英、雷震等人，共同籌組新的政黨「中國民主黨」，然而在之後遭到國民黨分化，以及恐懼該黨成為台灣人的政黨而退出。直到1968年左舜生來臺，推動黨的團結，並促請李璜回國，才於次年完成黨的形式團結。青年黨與民社黨由於參與制憲，成為黨禁之下台灣合法的兩個在野黨。1980年代由黨籍增額立委謝學賢領導的青年委員會，在李璜支持下，試圖進行黨的改造，遭到內部其他團體的杯葛，黨禁開放後，成員分裂自組青年中國黨、中國民主青年黨、中國民主正義黨、中國聯合黨、中國團結黨、中國自由民主黨、中國統一黨、中國鐵衛黨、中國國安黨、中國青少黨、民主行動黨等十一個小黨，然皆無政治影響力。
中國青年黨自我定位為「永遠的在野黨」，曾經被黃信介譏為「花瓶政黨」；另一方面由於持續內鬨，導致在黨禁解除之後，陳翰珍等人相繼出走自行組黨，中國青年黨成為小黨，喪失政治版圖。中國青年黨自從解嚴之後雖然也有推薦候選人參與選舉，但是都以極低票落選。國會全面改選後，青年黨更完全失去國會席次，淡出臺灣政治舞臺。

### 內部分裂與黨務近況
青年黨來台後，有二次大分裂和五次陷入沉寂無作為，第一次來台分裂是在1951年（民國四十年）6月4日的「天馬茶房事件」，該年的5月7日是青年黨的第一號領袖人物曾琦在美國華盛頓病逝，6月3日青年黨的兩位在台領袖（陳啟天、余家菊）於天馬茶房密會，隨即6月4日在台北召開「第十一屆臨時全國代表大會」（以下簡稱臨代會），此舉立即受到青年黨黨中央當權派的批判，而參與密會和召開臨代會的這批人又稱為「新生南路派」與黨中央的當權者（又稱大華新村派）王師曾、王嵐僧、林可璣、夏濤聲、劉泗英等人正式決裂，並形成兩個黨中央，故此事件稱為「天馬茶房事件」。
青年黨來台後，群龍無首，黨務運作則由親蔣介石的陳啟天擔任秘書長並兼任代理黨主席，後來為了讓青年黨領取國民黨每月發放數萬元的「反共抗俄宣傳費」，至使遭受全黨員的反對批判，最後因為反對聲浪所迫黯然下台。直至1951年5月曾琦病逝美國時，陳啟天、余家菊等人於6月3日在天馬茶房密會完後，隨即於6月4日在台北召開臨全會，此時的青年黨陷入第一次沉寂，沒有任何作為，但青年黨的內部鬥爭仍然持續著。
1968年（民國57年），國民黨受到黨外人士要求解除戒嚴、開放黨禁，這時國民黨把長期分裂的青年黨拉回政治舞台上，藉此作為反對黨外民主聲浪的擋箭牌。於是，蔣介石特許青年黨的創黨領袖之一的左舜生、李璜返台重整青年黨黨務，1969年（民國58年）7月21日，青年黨在台北召開第十二次全國代表大會，並選出李璜、左舜生、胡國偉、余家菊、陳啟天等五人為中央主席團主席，結束了第一次分裂，但左舜生、胡國偉、余家菊等大老相繼去世後，主要領導人李璜於整頓完青年黨後，即離開台灣返回美國，僅存陳啟天一人在台領導青年黨，於是青年黨陷入第二次沉寂。
李璜在回憶錄言及，國民黨為操縱和分化青年黨和民社黨，負責與青、民兩黨聯繫工作的國民黨第6組竟採用安放絆腳石、調包、冒名頂替等手段，如在1970年代派遣林權敏進入青年黨高雄黨部，林在高雄自稱青年黨黨主席並召開大會，而國民黨竟專函道賀，並把賀信寄至高雄林家中，其時青年黨總部是在台北，無人不知，但國民黨徑稱林權敏為青年黨主席。
1970年代末期，蔣介石逝世，由其長子蔣經國主政，當時有鑒於政治改革聲浪的不斷要求，蔣經國再次的邀請李璜來台重振青年黨，於是1979年（民國68年）7月23日在李璜的奔走領導下，在台北召開第十三次的全國代表大會，並選出李璜及陳啟天兩人為黨主席，一度獲得媒體和社會上的關注，但隨著大會的落幕，青年黨很快又從台灣媒體上消失，並陷入第三次沉寂。
1983年（民國72年），在台領導人陳啟天卧病在床，蔣經國籲請李璜返回國內並期許定居在台重振青年黨，李璜回台後，於11月下旬在台北召開第十四次的全國代表大會，由李璜一人當選主席，陳啟天於1984年（民國73年）的8月10日病逝家中，享年92歲，當時李璜亦已九十高齡，雖有心但无力重振青年黨。青年黨於第十四次全國代表大會落幕後陷入第四次沉寂。
1986年（民國75年）9月28日，民主進步黨（簡稱“民進黨”）在台北圓山大飯店二樓敦睦廳正式宣告成立，在此同時，青年黨受到民進黨成立之鼓舞，而有了想要重整旗鼓的雄心，可惜積弊已深，無法去除黨外人士「花瓶政黨」之譏。
1986年（民國75年）12月27日，青年党舉行第14届三中全会，通过15项党务革新提案，确定该党未来目标是争取报禁开放、制定政党法、政党地位平等、政党经费应当由国库平均负担，等等。1987年4月初，该党再次内斗。
1988年（民國77年）1月13日，蔣經國逝世，同年的11月發生了青年黨的第二次嚴重分裂前的引爆點，「中園派」與「革新派」各自在台北召開「中國青年黨第十五屆全國代表大會」，當時兩派均尊李璜為主席，但李璜認定「中園派」為正統，並出席該派會議，錯失了青年黨改革的機會，而此時李璜亦已於1984年（民國73年）6月26日受聘為總統府資政，再加上「中園派」主張繼續領取反共宣傳的經費，甘願做國民黨的附庸政黨，不願意採納時時衝撞國民黨「黨國體制」的革新派建言，最後黨外力量的民心終趨向民進黨。
青年黨第二次分裂是在1989年（民國78年）3月8日中華民國內政部頒發青年黨的証書與圖記時引發爭議，自此青年黨一分為三，這三個派系分別是：以劉子鵬為首的「中園派」（即現今的中國青年黨），以洪炳爐為首的「南部中央派」（後成立中國民主青年黨），以陳翰珍為首的「革新派」（後成立青年中國黨）。
其次是「人民團體法」三讀通過後（民國78年1月24日）「中園派」又與「南部中央派」發生政黨備案登記的爭執，造成此後青年黨內部各派系從此分道揚鑣，各自創立其他政黨。此後青年黨陷入第五次沉寂，直到1991年（民國80年）11月15日青年黨創黨領袖之一的李璜逝世後，青年黨幾乎陷入滅黨窘局。此時由第一副主席劉子鵬代理主席，劉子鵬代主席年事已高，僅能擔任看守任務，無力推展黨務。
1993年（民國82年）11月7日，代理主席劉子鵬逝世，由第二副主席趙純孝代理主席。
1998年（民國87年）1月31日，趙純孝逝世，其餘第三副主席楊倉貴、第四副主席董微、第五副主席柴毅、第六副主席蔣偉之、第七副主席李公權等人，均因亡故或年邁無法行使職權，經中常委李祖培提案，由許鵬飛暫代主席職務，並準備籌開第16次的全國代表大會。
2002年（民國91年）8月27日，青年黨在台北召開第十六次全國代表大會，推選簡吉元為黨主席，結束了黨務停滯近十年的危機。簡吉元在第十六、十七屆主席任內無所作為，任职末期爆发“青年党三大案”，且簡吉元因侵佔黨產而被全體黨員控告。
青年党第一案是简吉元变卖青年党在台北市新生南路11号的中央党部大楼党产，约得1300余万元新台币，随后以300万元新台币在台北县新莊买下另一栋办公大楼，这些财产又被简吉元过户至其儿子的账户下。2007年（民國96年）10月5日上午，黨工人員正在中央黨部大楼辦公，黨主席簡吉元的長子簡榮廷來到中央黨部辦公室後，手持房產証明文件，並對辦公室裏的所有黨工人員下逐客令，要求黨工人員限一星期內搬出。後來中常委蘇清陽對此事件提出司法控訴，要求簡吉元返還黨產，最後台湾高等法院判決將尚未被簡吉元花掉的現金和新莊辦公室黨產歸還青年黨。簡吉元因侵佔黨產而被全體黨員告上法庭，簡吉元受司法判刑定讞，被拘留四个多月。
青年党第二案是青年党组织组主任蔡宝满同简吉元策划另行成立“台中市党部”，然后对外募款，所获款项未上缴而是被侵吞挪用。青年党第三案是青年党大陆委员会主任委员刘碧唐长期滞留在大陆，以青年党的名义从事各种不端活动，并向大陆的政协推销假药。
“青年党三大案”引爆党内危机，此时简吉元因病入院开刀。多人乃以党中央的名义发出“第十八届全国代表大会召开”通知，其中正规的一派2008年10月底在南投县竹山举行中常会，将主席职务交副主席林漢倉代理，免除此前自任的党主席李昌信及秘书长一人，并决定筹备第十八届全国代表大会。黨主席簡吉元因案收押交保後，由副主席林漢倉召開中常會及第十八屆全國黨代表籌備會，由嘉義市選務委員方中和擔任黨代表籌備會主任委員。
2009年（民國98年）3月15日，經過一年多籌備，「第十八屆全國代表大會」於南投縣竹山镇山海園餐廳召開，大會由籌備會主任委員方中和與青年黨代理主席林漢倉共同主持，首先推選五席主席團，並且通過大會組織規程，同時改選15位中常委、20席中執委、5席中評委，再召開第一次中央常務委員會議選出吳文舟為黨主席。同年11月中央黨部自台北南遷雲林縣斗六。
2009年9月，青年党在南投縣竹山举行中常会，开除简吉元、刘碧唐党籍，解除蔡宝满职务。从简吉元处追缴回96万元新台币以及在台北县另置的党产，其中在台北县的党产被吴文舟提议出售，所得款项除偿还债务以外，作为青年党基金。2010年3月28日第十八届中央委员会上，通过了“废除反共主张”决议文，青年党的政治主张由此改成“爱国、民主、反独、促统”，并继续坚持国家主义。
2012年6月，青年黨在雲林縣斗六召開「第十九屆全國代表大會」，現任主席吳文舟再度蟬聯主席，但選舉過程太過簡化及便宜行事，未採黨章規定之投票方式辦理，而以鼓掌方式通過所有的各項黨職選舉，致使黨內有人發出異議，其中以石大哉為首的部份黨員另立「中國青年黨中央改革委員會」，並控告吳文舟主席虧空公款四佰多萬。至於這「虧空公款事件」是否屬實，仍有待司法調查才能釐清真相，為此吳文舟還將黨印及職權交由副主席林意珊代理其職。
2015年6月，依據青年黨新修訂的黨章規定，每三年要召開全國代表大會一次，並改選新任主席。
2017年，青年黨中央黨部從雲林斗六遷回台北市松江路。
2018年，青年黨公開宣布該年底九合一選舉全力支持中國國民黨，並在21年之後再次投入立委選舉。
2019年，青年黨曾宣布將再次準備提出不分區名單投入2020年立委選舉，但最後沒有提出名單。
2021年1月，青年黨在三十年之后，參與嘉義縣地方里長補選。
2021年11月9日，青年黨公開在粉專及街頭宣講呼籲選民四大公投投下「四個都同意，民主會勝利」。
2022年4月5日，青年黨於官方臉書專頁正式宣佈將投入2022年九合一地方公職人員選舉，並提出撥亂反正，重返政壇的口號，希望能夠推出優質的候選人，拿出好的政見爭取地方鄉親認同。

## 相關名言
中國青年黨建黨宣言：
|  | 嗚呼！二十世紀之國家，其國基之飄搖不定，其政象之杌隍不寧，孰有過於今日之中國乎？二十世紀之青年，其處境之艱難困苦，其心思之忐忑不安，執有過於今日之中國乎？內有殘民以逞之軍閥，外有伺隙而動之列強，官僚既舞弊營私，政客更寡廉鮮恥，奸商但逐什一之利，鄉願徒為兩可之辭，其餘假公濟私之輩，損人利己之徒，更不勝枚舉，行見大好河山，竟將斷送於若輩者之手。 環顧國內，非無多數之前輩，而以時勢之遷移，忠烈者死於鋒鏑矣，狡黠者變於中途矣。坐令奸黨橫行，善人裹足，民有偕亡之嘆，國無重振之極。當此之時，舍吾輩青年奮起而以血肉與黑暗勢力相搏戰，則中華民國之前途，又安有光明之望哉？適來海內懮時之士，不乏救國之談。有欲輸入歐洲文明，以期改造思想者，此雖根本之圖，要非救急之策，試杌往籍，殷鑒匪遙，道學雖盛，何補南宋之亡？玄理縱高，無救東晉之亂！向黃巾而講孝經，對虎豹以談仁義，適足形其迂拘，曾何補於國是？又有主張一階級專政，而忽視其他各界者，殊不知吾人欲行革命，不可不察本國之情勢，就國內之人口計之，則全國 國民，農居八九，商界次之，學界次之，據最近全國職業之調查表，工人僅占全國人口比例百分之四強。以如斯少數之工人，而欲實行專政，征緒事實，殆萬不能。況全國農工商學各界，同受軍閥之壓迫，各有倒懸之痛苦，於此而獨倡一階級專政之說，幾何不使他界失望？雖不至迫彼等以附和軍閥，亦將使吾人失卻最多數之同情，不能行大規模之革命，總令軍閥官僚得以延其壽命耳。又有知理想之難行而欲依他黨以成功者，殊不知已成政黨，早失信用，即有二三先覺之士，亦無支配全黨之能，若歐美政黨之旗幟鮮明，紀律嚴明者，殆難以望諸彼輩，則吾人又何取乎依賴行為，而失其獨立精神，以與過去人物同為一丘之貉耶？此同人等所以外瞻大勢，內審國情，毅然有中國青年黨之發起也。 本黨之宗旨：言乎對外，則以力爭中華民國之獨立與自由為旗幟，蓋鑒於國際強權之方盛，世界大同之尚遙，新加坡之增築軍港，太平洋之派遺艦隊．鐵路財政之共管，宜昌長沙之示威，在在令人驚心動魄，故不敢再為空言以誤國也。至於對內，則以推倒禍國殃民之軍閥，實現全民政治為信條，蓋鑒於全國國民之齊受宰割於軍閥，欲喚起各界之覺悟，合群力以誅國賊，人人皆當協力同心，故不敢徒唱高調以拒人也。若夫成敗利鈍，要亦不難逆覩，昔義大利之再造邦家，實成於少年義大利黨之手；近土耳其之恢復故土，亦由子青年土耳其黨之努力。即吾國舊屬之三韓，亦有朝鮮青年黨之組織， 三月革命之舉，全球為之震驚，事在人為，理無或爽。他國青年之奮鬥如此，吾國青年之有血性者，寧能無所感奮哉？抑吾人之所謂青年，非必以年齡為限，而要以精神為主，苟能奮鬥不懈，則春秋雖高，亦吾黨之同志，若其畏葸無能，則年齡縱幼，實社會之贅民。世有志在興邦而意存救民者乎？ 則諸細覽本黨黨綱，而加入協同工作。眾志成城，行見青年之奏凱；人心未死，佇看祖國之重興，是則本黨同人所敢鄭重昭告於海內外青年同志者也。 中華民國十二年十二月二日於巴黎 |

## 歷任主席
1. 曾琦（1924年－1932年，第一至第六屆中央執行委員會委員長）
2. 于復先（1932年－1935年，第七屆中央執行委員會委員長）
3. 左舜生（1935年－1938年，第八屆中央執行委員會委員長）
4. 曾琦（1938年－1951年，第九屆中央執行委員會委員長，第十屆主席）
5. 李璜（1951年－1969年，代理主席）
6. 李璜、左舜生、胡國偉、余家菊、陳啟天（1969年－1979年，第十二屆主席團主席）
7. 李璜、陳啟天（1979年－1983年，第十三屆主席）
8. 李璜（1983年－1991年，第十四、十五屆主席）
9. 劉子鵬（1991年－1993年，第一副主席代理主席）
10. 趙純孝（1993年－1998年，第二副主席代理主席）
11. 許鵬飛（1998年－2002年，代理主席）
12. 簡吉元（2002年－2007年，第十六、十七屆主席）
13. 李昌信（2007年－2009年，第一副主席代理主席）
14. 吳文舟（2009年－2015年，第十八、十九屆主席）
15. 林意珊（2015年－2017年，代理主席；2017年－至今，第二十屆主席）

## 公職人員

### 黨籍中央公職
| 行政院 | 政務委員 | 官派       | 全國                        | 陳啓天 |
| 行政院 | 政務委員 | 官派       | 全國                        | 王師曾 |
| 立法院 | 立法委員 | 第一屆增額 | 臺北縣 基隆市 宜蘭縣        | 張淑眞 |
| 立法院 | 立法委員 | 第一屆增額 | 臺中縣 臺中市 彰化縣 南投縣 | 黃順興 |
| 立法院 | 立法委員 | 第一屆增額 | 僑居國外僑民                | 張海清 |
| 立法院 | 立法委員 | 第一屆增額 | 僑居國外僑民                | 謝學賢 |
| 立法院 | 立法委員 | 第一屆增額 | 僑居國外僑民                | 宣以文 |
| 立法院 | 立法委員 | 第一屆增額 | 僑居國外僑民                | 葉詠泉 |
| 立法院 | 立法委員 | 第一屆增額 | 僑居國外僑民                | 左光瑄 |
| 監察院 | 監察委員 | 第一屆增額 | 臺灣省                      | 趙純孝 |

### 黨籍省府委員、省議員
| 臺灣省政府       | 省府委員 | 官派                        | 臺灣省 | 朱文伯   |
| 臺灣省參議會     | 省副議長 | 第一屆                      | 臺灣省 | 李萬居   |
| 臺灣省參議會     | 省參議員 | 第一屆                      | 臺灣省 | 呂永凱   |
| 臺灣省參議會     | 省參議員 | 第一屆                      | 臺灣省 | 何義     |
| 臺灣省參議會     | 省參議員 | 第一屆                      | 臺灣省 | 林虛中   |
| 臺灣省參議會     | 省參議員 | 第一屆                      | 臺灣省 | 陳清棟   |
| 臺灣省參議會     | 省參議員 | 第一屆                      | 臺灣省 | 郭雨新   |
| 臺灣省臨時省議會 | 省議員   | 第一屆 第二屆 第三屆        | 宜蘭縣 | 郭雨新   |
| 臺灣省臨時省議會 | 省議員   | 第一屆 第二屆 第三屆        | 雲林縣 | 李萬居   |
| 臺灣省臨時省議會 | 省議員   | 第一屆 第三屆               | 臺南縣 | 郭秋煌   |
| 臺灣省臨時省議會 | 省議員   | 第三屆                      | 高雄市 | 李源棧   |
| 臺灣省議會       | 省議員   | 第一屆 第二屆 第三屆 第四屆 | 宜蘭縣 | 郭雨新   |
| 臺灣省議會       | 省議員   | 第一屆 第二屆 第三屆        | 雲林縣 | 李萬居   |
| 臺灣省議會       | 省議員   | 第一屆 第二屆               | 臺南縣 | 郭秋煌   |
| 臺灣省議會       | 省議員   | 第一屆 第二屆 第三屆        | 高雄市 | 李源棧   |
| 臺灣省議會       | 省議員   | 第六屆 第七屆 第八屆        | 雲林縣 | 蘇洪月嬌 |

### 黨籍縣市長
| 新竹縣政府 | 縣長 | 官派   | 新竹縣 | 朱文伯 |
| 臺中市政府 | 市長 | 第七屆 | 臺中市 | 曾文坡 |
| 嘉義縣政府 | 縣長 | 第二屆 | 嘉義縣 | 李茂松 |
| 臺東縣政府 | 縣長 | 第五屆 | 臺東縣 | 黃順興 |

### 黨籍縣市議員
| 臺北市議會 | 市議員 | 廖鐘脈                                 |
| 宜蘭縣議會 | 市議員 | 黃重邱、游振亮                         |
| 新竹縣議會 | 縣議員 | 陳芳志                                 |
| 南投縣議會 | 縣議員 | 羅勝一、林國棟                         |
| 雲林縣議會 | 縣議員 | 蘇東啟、蘇洪月嬌                       |
| 嘉義縣議會 | 縣議員 | 吳銘輝、吳光耀、彭布金、劉通響、張順強 |
| 臺南市議會 | 市議員 | 黃有利、吳森傳、黃隔藍、魏主默         |
| 高雄市議會 | 市議員 | 陸雲階、林金池、楊五、凌元吉           |
| 屏東縣議會 | 縣議員 | 黃振三                                 |
| 花蓮縣議會 | 縣議員 | 陳精志、戴瀛芳                         |
| 臺東縣議會 | 縣議員 | 謝德福、黃順興                         |

### 黨籍鄉鎮市長
| 羅東鎮公所 | 鎮長 | 藍文炳 |
| 新化鎮公所 | 鎮長 | 陳福生 |
| 左鎮鄉公所 | 鄉長 | 簡永昌 |
| 鳳山鎮公所 | 鎮長 | 郭登基 |

### 黨籍鄉鎮市民代表
| 臺北縣 | 鄉鎮市民代表       | 吳志清                                       |
| 桃園縣 | 鄉鎮市民代表會主席 | 曾萬送                                       |
| 苗栗縣 | 鄉鎮市民代表會主席 | 謝圓妹                                       |
| 苗栗縣 | 鄉鎮市民代表       | 劉金榮                                       |
| 苗栗縣 | 農田水利會代表     | 羅運棟                                       |
| 彰化縣 | 鄉鎮市民代表       | 陳弘毅、謝啟東、鄭明德、柳復此               |
| 雲林縣 | 鄉鎮市民代表       | 吳順敦                                       |
| 嘉義縣 | 鄉鎮市民代表       | 簡金珠、林長壽、江清字                       |
| 臺南縣 | 鄉鎮市民代表會主席 | 李昌信                                       |
| 高雄縣 | 鄉鎮市民代表       | 史豐富、劉原宗、劉建鵬、鍾德榮、潘榮光       |
| 花蓮縣 | 鄉鎮市民代表       | 莊皓平                                       |
| 臺東縣 | 鄉鎮市民代表       | 陳文雄、黃錫、高金子、陳金生、陳金標、陳阿包 |

### 黨籍村里長
| 基隆市 | 村里長 | 郭先德                 |
| 苗栗縣 | 村里長 | 蘇芳雄、林傳基         |
| 臺中縣 | 村里長 | 張清三                 |
| 臺中市 | 村里長 | 何成文                 |
| 彰化縣 | 村里長 | 李俊卿、陳秀夫         |
| 南投縣 | 村里長 | 林錫章、許龍珠         |
| 嘉義市 | 村里長 | 洪該得、黃慶隆         |
| 高雄縣 | 村里長 | 蔡淼雄、陳坤成、潘文益 |

## 近期參選狀況
| 1991年 | 第二屆國大代表選舉       | 1,573 | 0.0% | 0（325） | － |
| 1996年 | 第三屆國大代表選舉       | 6,197 | 0.0% | 0（334） | － |
| 1998年 | 第四屆立法委員選舉       | 723   | 0.0% | 0（225） | － |
| 2021年 | 嘉義縣大林鎮排路里長補選 | 6     | 1.6% | 0 (1)    | － |